# 18983 Allentran
18983 Allentran este un asteroid din centura principală, descoperit pe 1 septembrie 2000, de LINEAR.